# Кентский диалект английского языка

Местонахождение Кента в Англии.

Кентский диалект английского языка (англ. Kentish dialect) включает в себя языковые особенности речи английского языка восточной Англии, южных графств и Лондона. Несмотря на достаточно большое количество звукозаписей с данным диалектом, которые содержатся в коллекциях Британской библиотеки и телеканала BBC, особенность кентского диалекта заключается в лексике, а не в произношении. С 1984 года в графстве Кент широкое распространение получил эстуарный английский, что вызвало споры по поводу вытеснения им коренных диалектов графств Кент, Эссекс и Суссекс.

## Произношение
Современный кентский диалект имеет много общего с другими диалектами юго-востока Англии (известными по общим названием "эстуарный английский"). Отдельные особенности, напротив, характерны только для Кента и близлежащих к нему территорий. Например, часть жителей графства (особенно северо-западной его части) имеют в речи отличительные черты, характерные для расширенного диалекта Кокни. Типичное же кентское произношение включает в себя следующее:
- Yod coalescence - использование аффрикатов [dʒ] и [tʃ] вместо звуковых кластеров [dj] и [tj] в таких словах, как dune и tune.
- сдвиг дифтонгов, т.е. использование гласного нижнего подъёма [ɑɪ] или огубленного [ɒɪ] в звуковом кластере /aɪ/ в таких словах, как pie, или использование [æɪ~aɪ] в звуковом кластере /eɪ/ в словах вроде take.
- удлинённое [æ], часто встречающееся перед звонкими согласными, как в слове ladder.
- потеря зубных фрикативных согласных во многих словах. Так, father в этом диалекте произносится с [d].
- опущение звука /h/ перед ударными гласными, как, например, в hat [æʔ]. Считается, что данная традиция пошла от речи лондонцев 300-400 лет назад.
- укорочение гласных в некоторых словах, например, превращение /iː/ в [ɪ] в словах вроде seen и been.

## Примеры
Некоторые произведения Чарльза Диккенса написаны на кентском диалекте, поскольку он жил в деревне Хайхем неподалеку от Рочестера (Кент). Один из героев "Посмертных записок Пиквикского клуба", Сэм Уэллер, как раз говорил с кентским акцентом под сильным влиянием лондонского. Имя другого его персонажа, мисс Хавишем, напоминает по звучанию название маленького городка на дороге из Рочестера в Кентербери, Фавершема.

## Словарный запас
Большинство характерных для кентского диалекта слов относятся к сельскому хозяйству. Однако в настоящее время, многие из них постепенно выходят из употребления:
- Alleycumfee - несуществующее место
- Better-most - лучший, превосходный
- Dabster, a dab hand - очень умелый, искусный человек
- Fanteeg - волноваться
- Ha'ant - сокращение от haven't. Например, "Ha'ant yew sin 'im yet?"
- Jawsy - болтун
- March-men - люди, живущие на границе двух графств
- 'Od Rabbit It! - фраза, выражающая возмущение, близко к русскому "Ё-моё!"
- Ringle - вставлять кольцо свинье в нос
- Scithers - ножницы (кусачки - "clithers")
- Twinge - уховёртка
- Wrongtake - понять неправильно
- Yarping - ныть (о детях)